# Lipiec 2012

## 31 lipca
- W Hollywood Hills zmarł Gore Vidal, amerykański pisarz, dramaturg, scenarzysta i polityk.[1]

## 29 lipca
- W Rumunii odbyło się referendum w sprawie impeachmentu prezydenta Traiana Băsescu. (BBC)

## 28 lipca
- W Londynie odbyło się uroczyste otwarcie XXX Letnich Igrzysk Olimpijskich. (polskieradio.pl)

## 25 lipca
- Pranab Mukherjee objął urząd prezydenta Indii. (BBC News)
- W Taicang (Chiny) od 25 lipca do 4 sierpnia trwają 14. Drużynowe Mistrzostwa Świata Młodzieży w Brydżu Sportowym (Strona zawodów).

## 24 lipca
- W wieku 68 lat zmarł John Atta-Mills, prezydent Ghany. (BBC News)

## 22 lipca
- Bradley Wiggins zwyciężył w wyścigu kolarskim Tour de France. (TdF)

## 21 lipca
- W wieku 87 lat zmarł Andrzej Łapicki – polski aktor filmowy i teatralny.[2]
- Były papieski kamerdyner Paolo Gabriele opuścił watykański areszt, w którym znajdował się od 23 maja w związku z tzw. aferą Vatileaks. (nto.pl)

## 20 lipca
- W miejscowości Aurora w stanie Kolorado doszło do strzelaniny w kinie podczas premiery filmu Mroczny rycerz powstaje, w czasie której zamachowiec zabił dwanaście i ranił kilkadziesiąt osób.[3]

## 19 lipca
- Chiny i Rosja na posiedzeniu Radzie Bezpieczeństwa ONZ zgłosiły weto w kwestii wydania rezolucji wprowadzającej sankcje międzynarodowe wobec Syrii (polskieradio.pl)

## 18 lipca
- Doszło do zamachu terrorystycznego na lotnisku w Burgasie (polskieradio.pl)
- W zamachu w Damaszku zginęli minister obrony Syrii, Daud Radża i szef Muchabaratu, Asef Szawkat (polskieradio.pl)

## 16 lipca
- Zmarł Jon Lord – współzałożyciel rockowego zespołu Deep Purple. (Gazeta.pl)

## 15 lipca
- Zakończyły się, rozgrywane w Barcelonie, Mistrzostwa Świata Juniorów w Lekkoatletyce. (eurosport.pl)
- Seahawks Gdynia pokonali w VII SuperFinale Warsaw Eagles 52:37, zdobywając tytuł Mistrza Polski Polskiej Ligi Futbolu Amerykańskiego. (Sport.pl)

## 13 lipca
- Potwierdzono istnienie piątego znanego księżyca Plutona – planety karłowatej w pasie Kuipera. (HubbleSite)

## 10 lipca
- Waldemar Fornalik został nowym selekcjonerem reprezentacji Polski w piłce nożnej. (PZPN)
- Rosyjska Wikipedia protestowała przeciwko "projektowi ustawy nr 89417-6", umożliwiającemu cenzurę Internetu. (Wikinews)

## 8 lipca
- Amerykanka Serena Williams oraz Szwajcar Roger Federer zwyciężyli w rywalizacji singlistów podczas wielkoszlemowego turnieju tenisowego, Wimbledonu. (WTA Tennis, ATP World Tour)

## 7 lipca
- Powódź nawiedziła Kraj Krasnodarski (Rosja). (BBC)
- W Timorze Wschodnim odbyły się wybory parlamentarne.

## 4 lipca
- W Londynie oddano do użytku wieżowiec Shard London Bridgeo wysokości 309,6 m. (The Guardian)
- CERN ogłosił zarejestrowanie cząstki o własnościach zbliżonych do bozonu Higgsa (Obserwacja Nowej Cząstki o Masie 125 GeV)

## 2–6 lipca
- Brydżowe Młodzieżowe ME par (2–6 lipca) (eurobridge.org)

## 1 lipca
- Reprezentacja Hiszpanii w piłce nożnej mężczyzn obroniła tytuł mistrzów Europy w piłce nożnej pokonując Włochy w meczu finałowym 4:0. (Źródło: UEFA)
- W Helsinkach zakończyły się mistrzostwa Europy w lekkoatletyce, pierwszy raz w historii rozegrane w roku letnich igrzysk olimpijskich.[4]